# Apokalypsis
Apokalypsis, стилизованно как Ἀποκάλυψις (с англ. — «Апокалипсис») — второй студийный альбом американского автора-исполнителя Челси Вулф, выпущенный 23 августа 2011 года лейблом Pendu Sound Recordings.
Альбом принёс Челси популярность в андеграунд-среде, а также признание критиков, получив положительные отзывы от таких музыкальных, как Pitchfork Media и CMJ. Вулф много гастролировала по Северной Америке и Европе в поддержку обоих альбомов и страдала от сильного страха сцены; когда она только начинала выступать вживую, Вулф закрывала лицо чёрной вуалью. «Исполнительское мастерство было тем, чему я должна была научиться», — сказала она. «Первые несколько лет я с трудом выносила пребывание на сцене, и именно по этой причине мне потребовалось так много времени, чтобы начать свою карьеру музыканта».

## Об альбоме
Композиции «Demons» и «Moses» являются перезаписями двух песен, которые ранее появлялись в предыдущем альбоме Вулф — The Grime and the Glow под названиями «Bounce House Demons» и «Moses» соответственно.
На Bandcamp'е альбом содержит бонус-трек в виде альтернативной версии песни «Primal/Carnal» с сопровождающим инструментальным сопровождением, которое длится около минуты.
Альбом имеет фолк-роковое звучание, которое критики назвали «дум-фолк» и «дроун-фолк».

## Художественное оформление
Обложка альбома, как заявила Вулф в интервью журналу Self-titled Magazine следующее: 

<…> с глазами, закрашенными белым, символизирует чувство прозрения и позитивность в осознании и принятии истин, независимо от того, прекрасны они или отвратительны.

## Отзывы критиков
| Совокупная оценка    | Совокупная оценка |
| Источник             | Оценка            |
| -------------------- | ----------------- |
| Metacritic           | 67/100            |
| Оценки критиков      |                   |
| Источник             | Оценка            |
| AllMusic             | [ 13 ]            |
| Pitchfork Media      | 7.3/10.0          |
| Consequence of Sound | C−                |
| No Ripcord           | 6/10              |
| CMJ                  | 7/10              |
| The A.V. Club        | C+                |

Apokalypsis получил в целом положительные отзывы критиков. На сайте Metacritic, который присваивает рецензиям основных изданий средневзвешенную оценку из 100, этот релиз получил средний балл 67 на основе 5 рецензий.
Саша Патпатия из CMJ отметил следующее: «Такие песни, как „Wasteland“ и „Pale on Pale“, теряют энергию и могут быть легко забыты среди более сильных песен в альбоме. Инструментовка в каждой песне, однако, богатая и задумчивая, создавая узнаваемый звук, который соответствующим образом связывает Apokalypsis воедино», — добавляет он. «„Movie Screen“ потрясающая. Она кажется потусторонней и является первым настоящим образцом удивительного и глубокого вокального диапазона Вулф. Эта песня — самая жуткая в альбоме, даже более жуткая, чем „Primal/Carnal“, потому что в ней гораздо больше личного, чем в саундтреке к фильму ужасов». Дэвид Рапоза из Pitchfork Media заметил: «Она способна передать общую бледность и заикающиеся ритмы, основанные на семплах, как у Portishead времён Dummy (в „Movie Screen“), делает её похожей на суперфана The Spoils Золы Джизус (в „The Wasteland“), ранней Пи Джей Харви (с подходящим названием „Moses“), и даже напоминает о ледяном очаровании и необычных гармониях The Knife (на „Friedrichshain“). То, что она может успешно сочетать все эти различные стили, говорит в пользу способностей Вулф, но эти песни мало что говорят о том, кто такая Вулф на самом деле».

## Список композиций
Слова и музыка всех песен — Челси Вулф.
| №                   | Название                         | Длительность |
| ------------------- | -------------------------------- | ------------ |
| 1.                  | «Primal/Carnal»                  | 0:25         |
| 2.                  | «Mer»                            | 3:44         |
| 3.                  | «Tracks (Tall Bodies)»           | 3:59         |
| 4.                  | «Demons»                         | 3:14         |
| 5.                  | «Movie Screen»                   | 5:34         |
| 6.                  | «The Wasteland»                  | 4:03         |
| 7.                  | «Moses»                          | 4:06         |
| 8.                  | «Friedrichshain»                 | 2:43         |
| 9.                  | «Pale on Pale»                   | 6:59         |
| 10.                 | «To the Forest, Towards the Sea» | 2:41         |
| Общая длительность: | Общая длительность:              | 37:31        |

## Группа Челси Вулф
- Челси Вулф — вокал, гитара, продюсер
- Бен Чисхолм — бэк-вокал, синтезатор, продюсер
- Кевин Доктер — соло-гитара
- Дрю Уокер — ударные
- Эддисон Куорлз — бас-гитара

Производственный персонал
- Айра Скиннер — звукорежиссёр
- Шарлин Багкал — фотограф